# 1020
► | قرن 10  | << قرن 11  >> | قرن 12  | ◄ 

► | عقد 990  | عقد 1000  | عقد 1010  | << عقد 1020  >> | عقد 1030  | عقد 1040  | عقد 1050  | ◄

► | ► | 1016  | 1017  | 1018  | 1019  | << 1020  >> | 1021  | 1022  | 1023  | 1024  | ◄ | ◄
اضغط هنا لمعرفة اليوم الهجري الذي يطابق أول يوم في 1020  | اضغط هنا لمعرفة اليوم الهجري الذي يطابق أخر يوم في 1020  | ابحث عن مواضيع متعلقة بسنة 1020  الأحداث الجارية

## أحداث
- انقسام دولة البوهيين.

## مواليد
- الفقيه عيسى المغربي
- الفيلسوف تشانغ زاي
- كونيغوند من ألتدورف
- البابا ستيفان التاسع

## وفيات
- الشاعر أبو قاسم الفردوسي
- عالم الرياضيات والفلك المسلم السجزي
- عالم الرياضيات المسلم الكرخي
- فردوسي
- ميلوس